# Universidade de Artes de Tóquio
Universidade das Artes de Tóquio (東京藝術大学, Tōkyō Geijutsu Daigaku) ou Geidai (芸大) é uma instituição de ensino superior japonesa. Está centrada no parque Ueno, mas possui instalações também em Adachi e nas cidades de Toride e Yokohama. Destaca-se por ter abrigado grande número de personalidades de renome, como os músicos Ryuichi Sakamoto e Masashi Hamauzu e os cineastas Hiroshi Teshigahara e Takeshi Kitano, por exemplo.